# Социјалистичка странка (Белгија)
Социјалистичка странка (фр. Parti socialiste) је политичка странка левог центра у Белгији. Придружена је чланица Прогресивне алијансе и Социјалистичке интернационале.
Од избора 2014. године, она је друга по величини странка у Представничком дому Белгије и највећа франкофонска странка. Странку предводи Елио Ди Рупо, који је био премијер Белгије од 6. децембра 2011. године до 11. октобра 2014. године.
Социјалистичка странка је врло често део владајућих коалиција и доминира у већини локалних власти због изузетно фрагментиране природе белгијских политичких институција, нарочито у француским областима. У годинама од 1999. године странка је истовремено контролисала пет регионалних извршних органа.